# Pseudocatolaccus philippiae
Pseudocatolaccus philippiae is een vliesvleugelig insect uit de familie Pteromalidae. De wetenschappelijke naam is voor het eerst geldig gepubliceerd in 1960 door Risbec.